# Mi permette, babbo!
Pour plus de détails, voir Fiche technique et Distribution.
Mi permette, babbo! est un film italien réalisé par Mario Bonnard, sorti en 1956. 

## Fiche technique
- Titre : Mi permette, babbo!
- Réalisation : Mario Bonnard
- Scénario : Giovanni Grimaldi, Ruggero Maccari, Fulvio Pazziloro et Ettore Scola
- Production : Felice Zappulla
- Musique : Giulio Bonnard
- Pays d'origine :  Italie
- Genre : Comédie
- Durée : 92 min
- Dates de sortie : 1956

## Distribution
- Alberto Sordi : Rodolfo Nardi
- Aldo Fabrizi : Alessandro Biagi
- Paola Borboni : Sonia d'Aragona
- Achille Maieroni : Edmondo d'Aragona
- Marisa de Leza : Marina Biagi
- Franco Silva : Gigi Biagi
- Turi Pandolfini : grand-père de Marina
- Rita Giannuzzi : Elisa
- Mino Doro : Maître Santini
- Elli Parvo : soprano Fasoli
- Giulio Neri : lui-même
- Rosanna Carteri : elle-même
- Renato Navarrini